# Madeleine (Paris metro)
Madeleine är en tunnelbanestation i Paris metro som trafikeras av linje 8, linje 12 samt linje 14. Stationen öppnade redan år 1910 på linje 12 och 1913 tillkom linje 8. Den senaste linjen som byggts till stationen är linje 14 vars station öppnade 1998 och Madeleine är en av metrons större knutpunkter. Namnet kommer från kyrkan Église de la Madeleine som ligger vid stationen.

## Fotogalleri

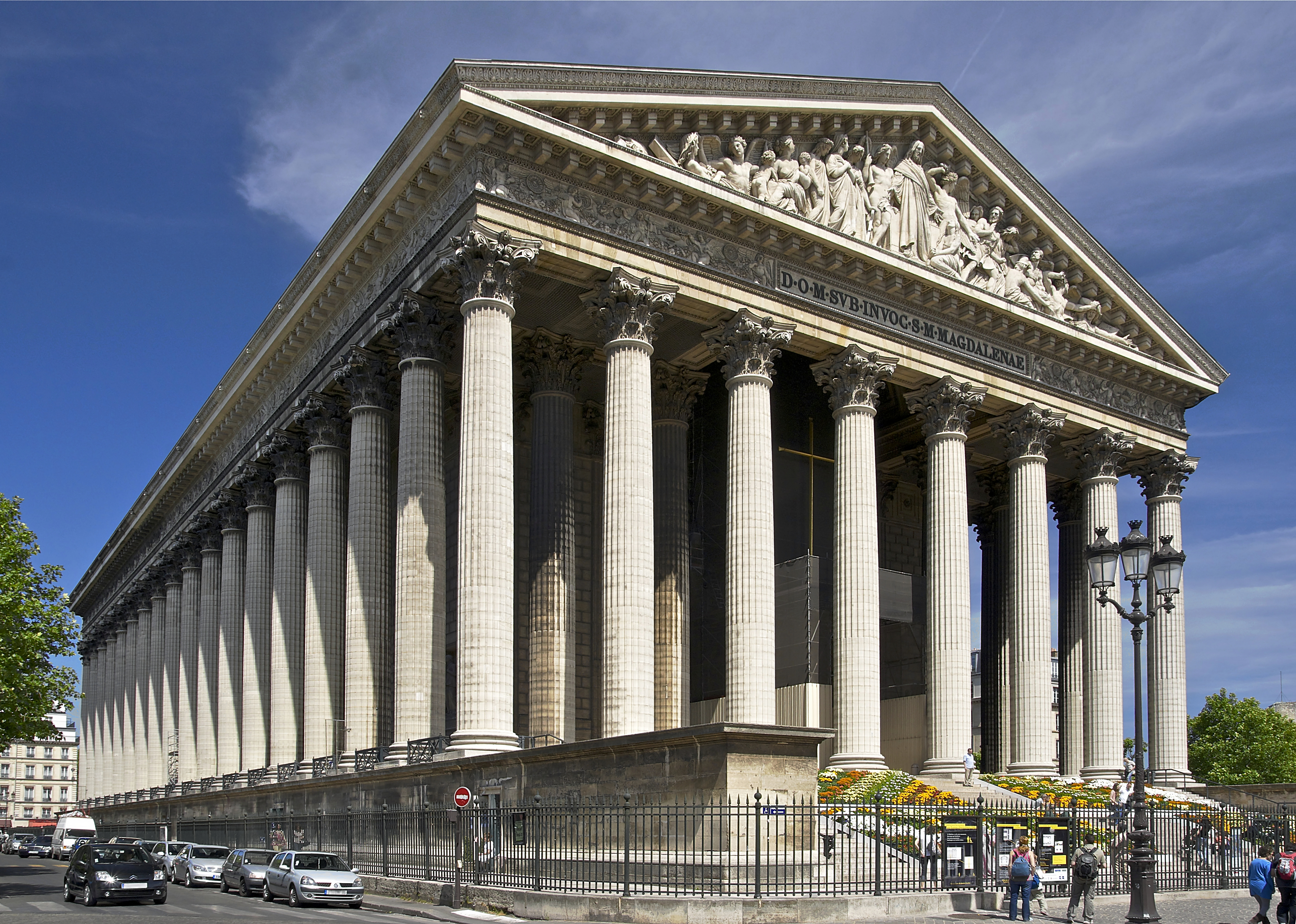
Église de la Madeleine
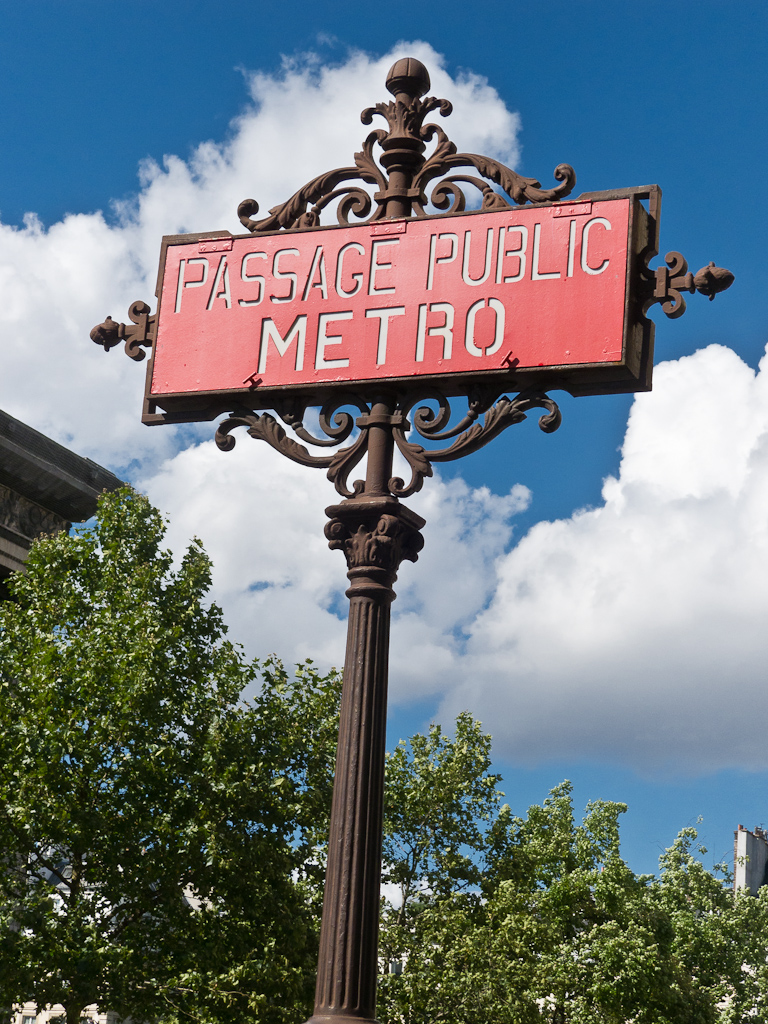
Gammal entréskylt
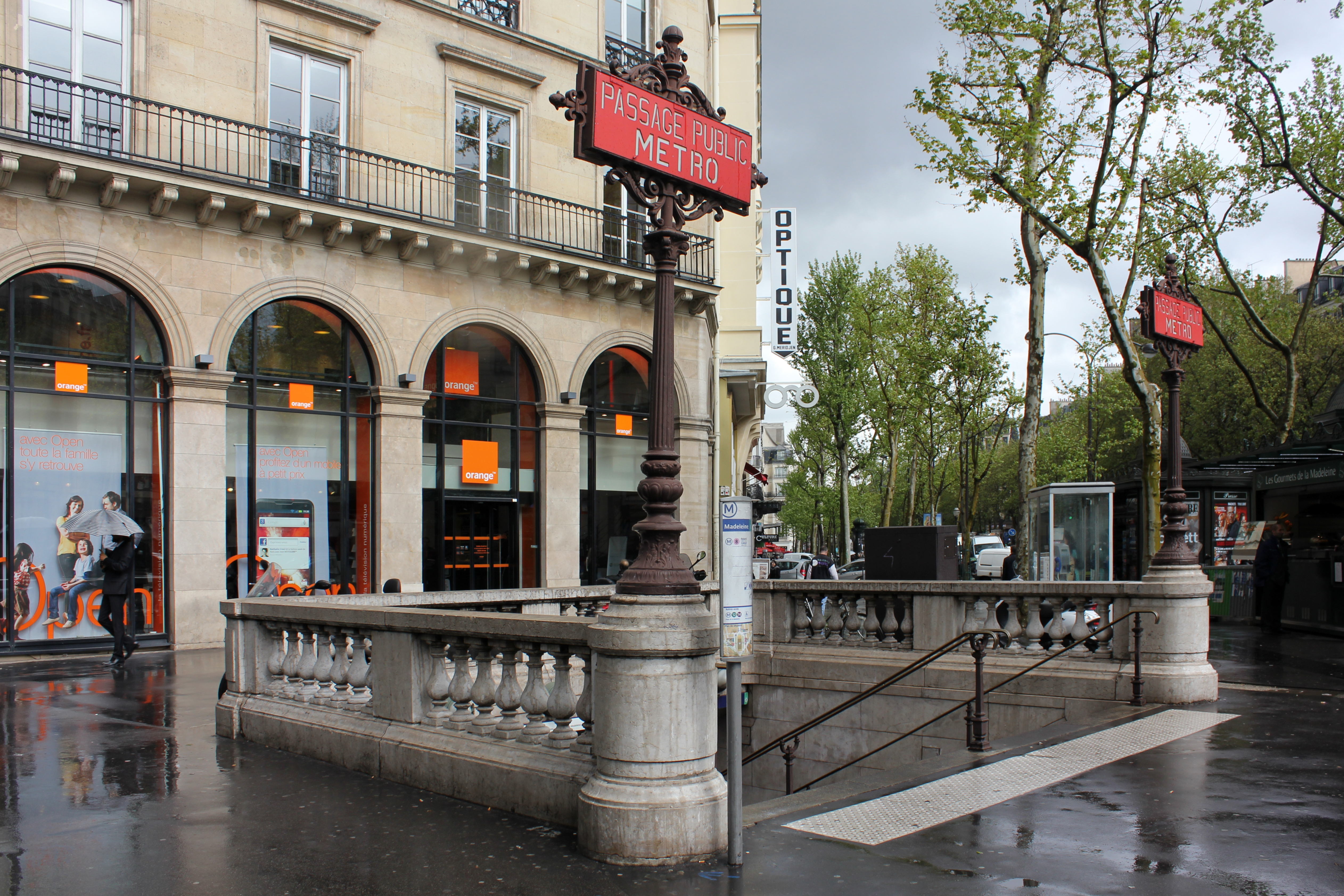
Boulevard de la Madeleine
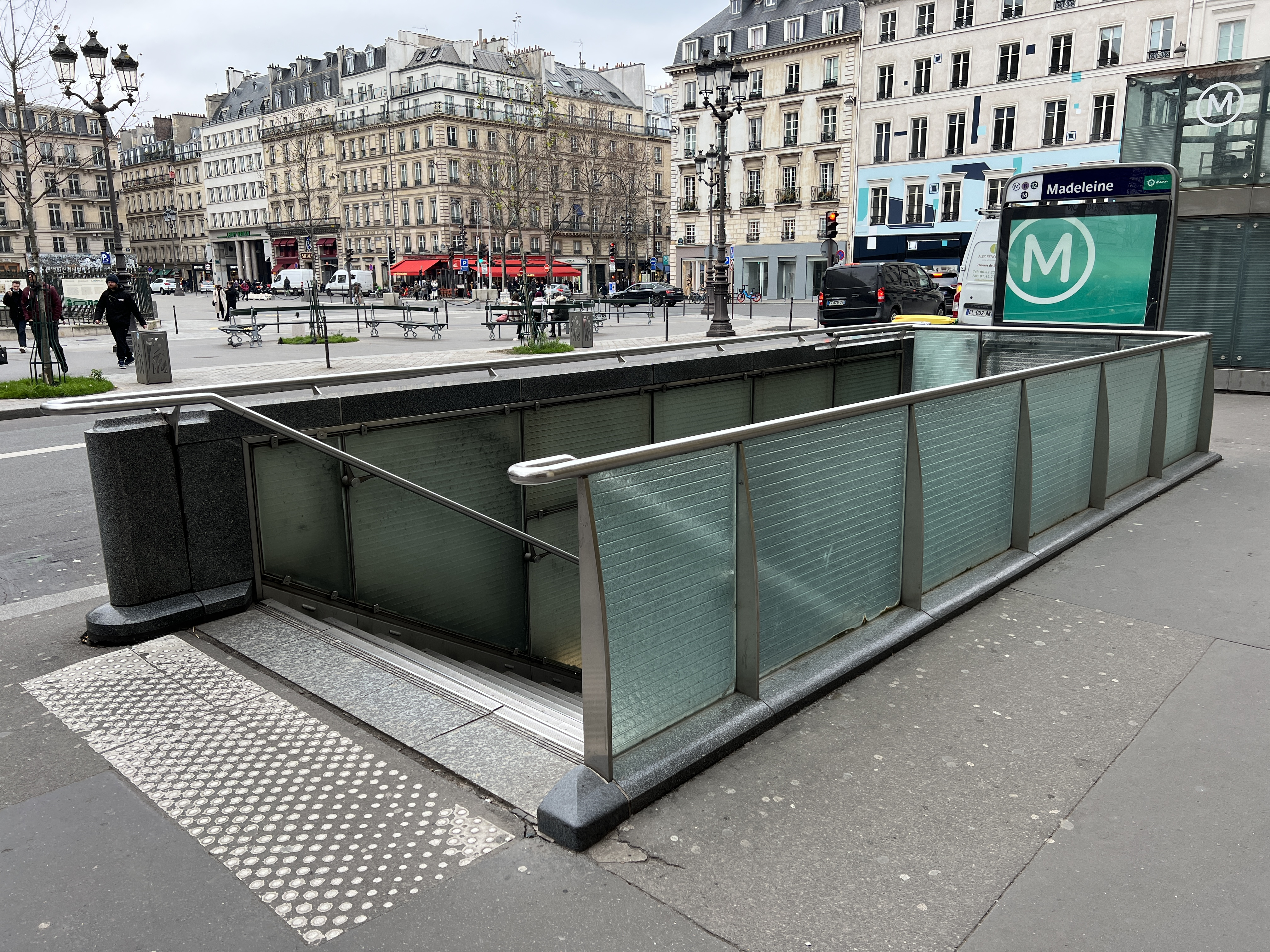
Place Madeleine
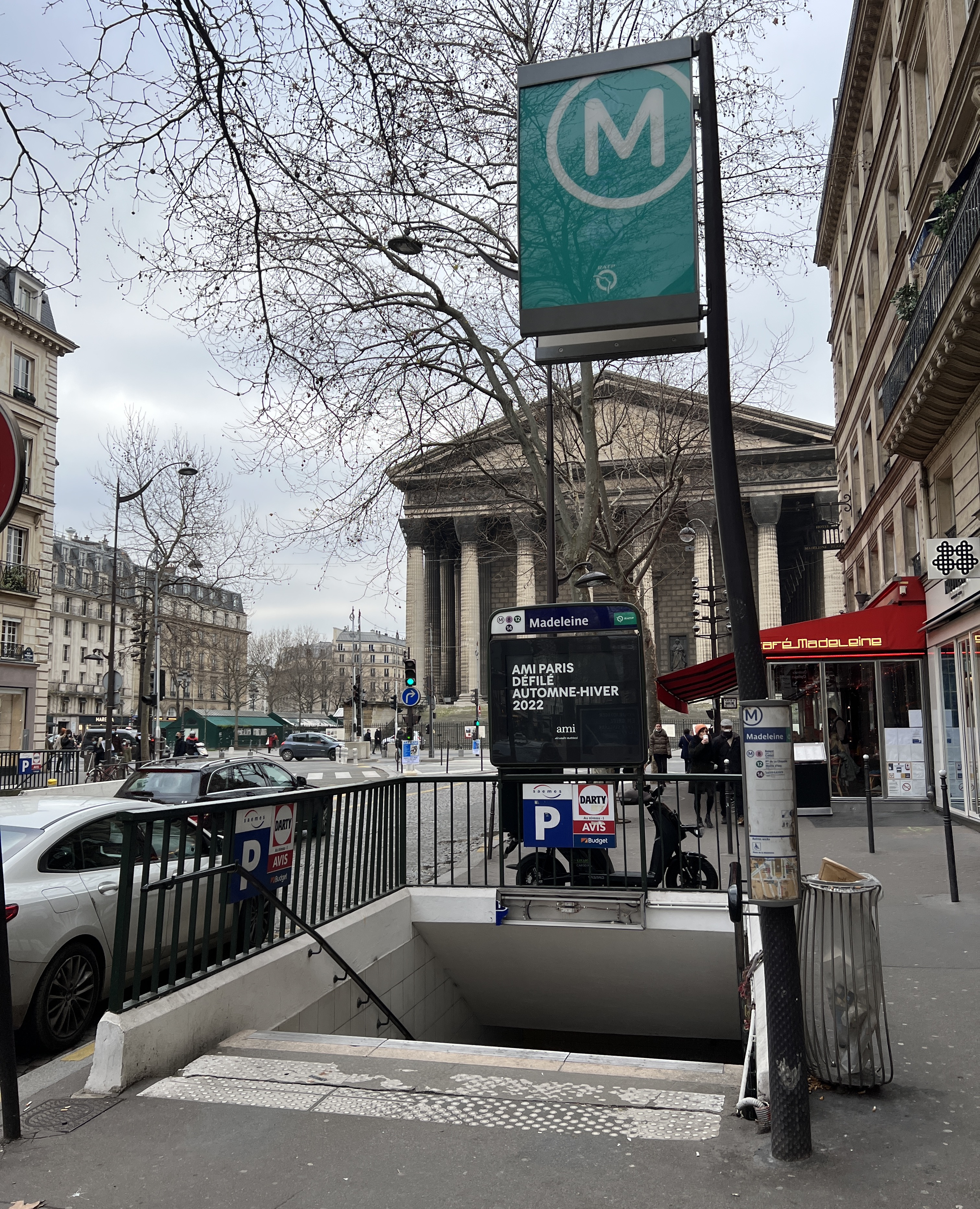
Rue Tronchet
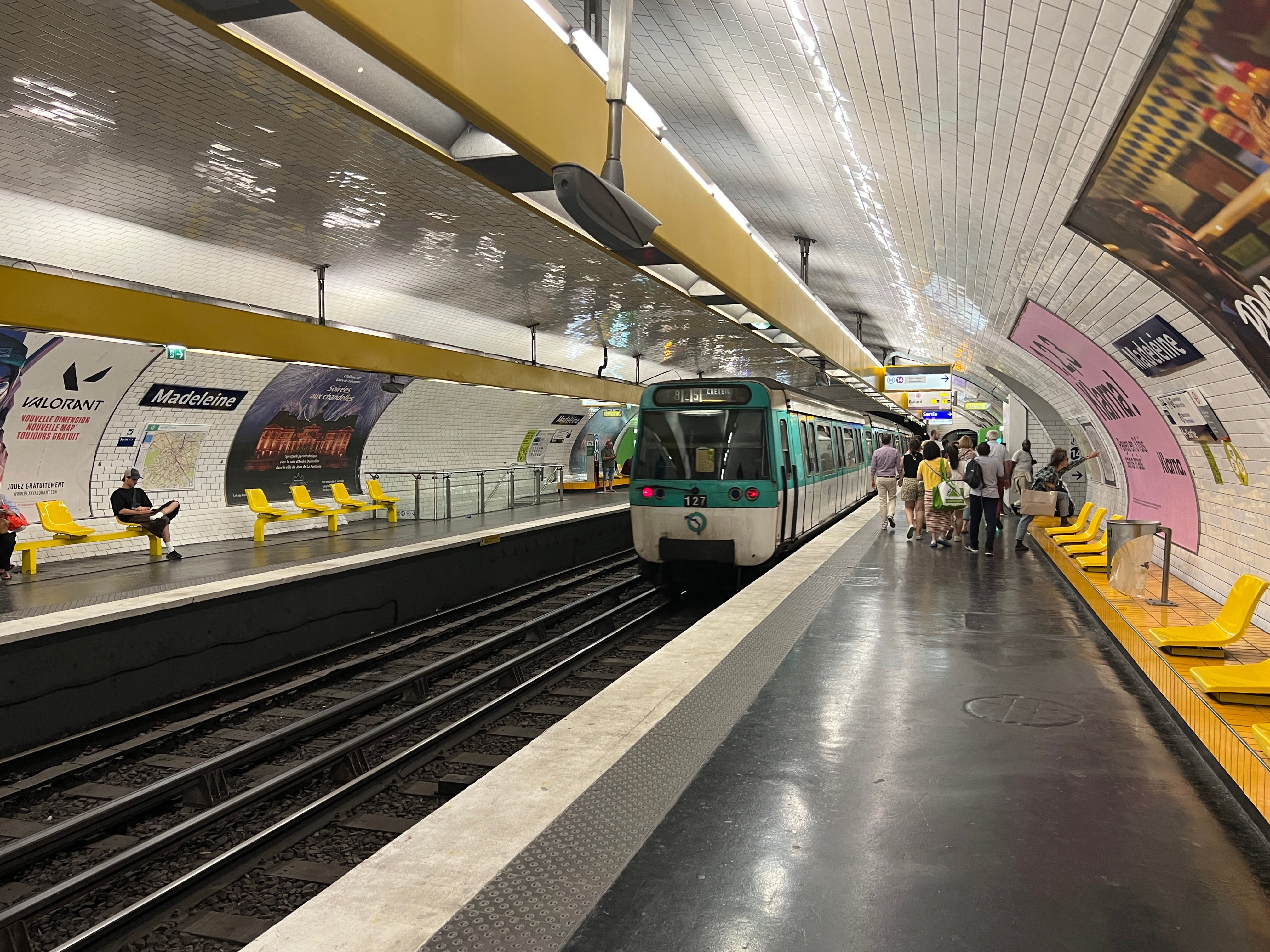
linje 8
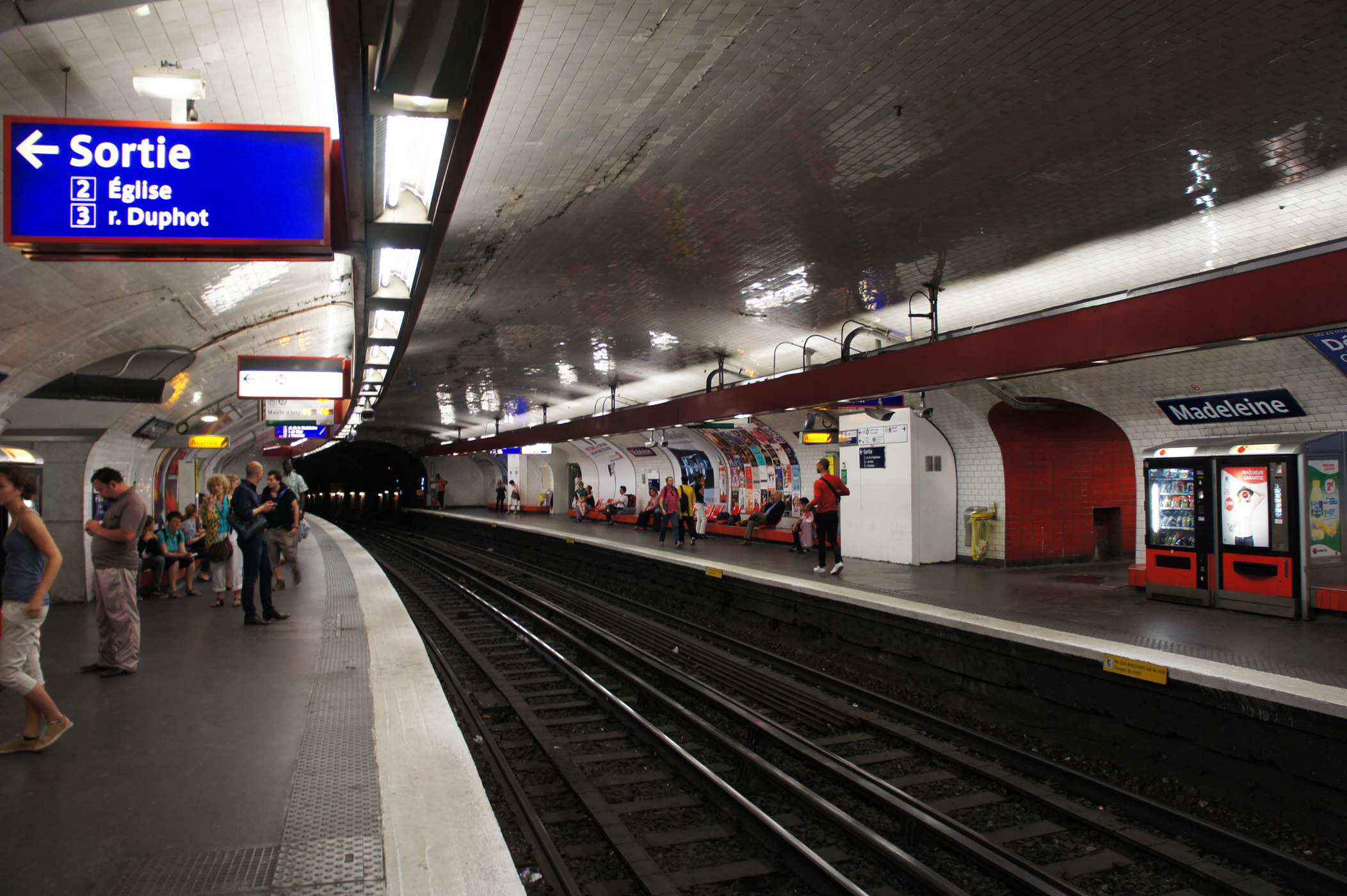
linje 12
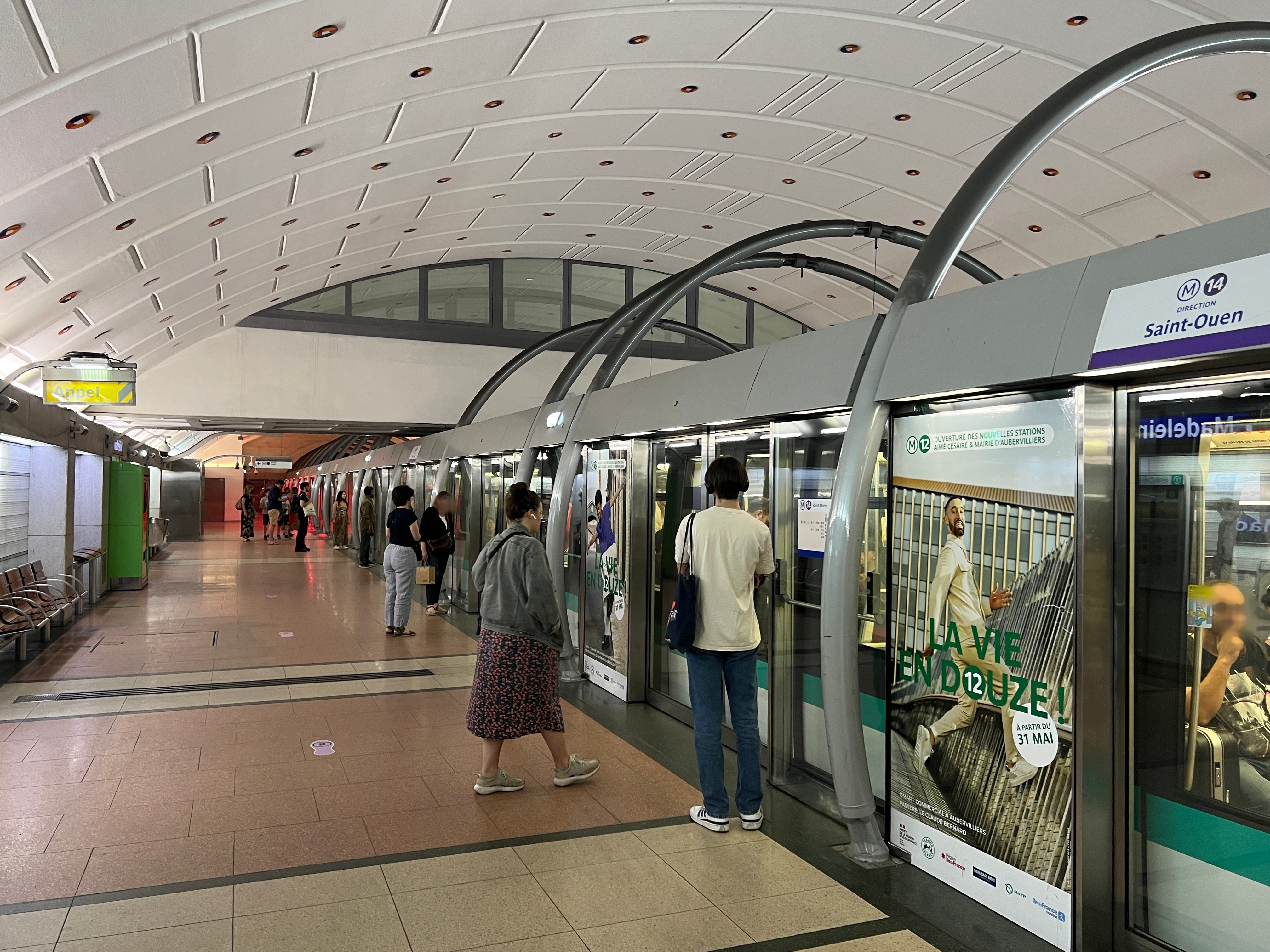
linje 14